# 海森堡繪景

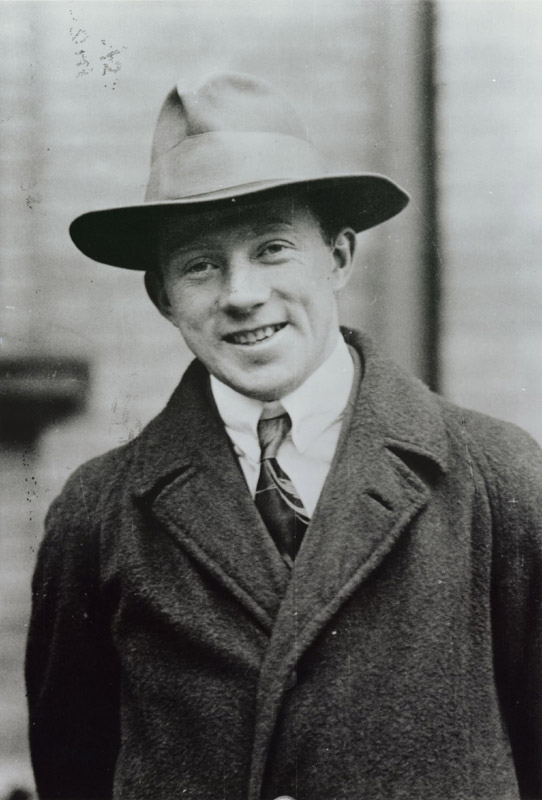
维尔纳·海森堡

海森堡繪景（Heisenberg picture）是量子力學的一種表述，因物理學者维尔纳·海森堡而命名。在海森堡繪景裏，對應於可觀察量的算符會隨著時間流易而演化，而描述量子系統的態向量則與時間無關。使用海森堡繪景，可以很容易地觀察到量子系統與經典系統之間的動力學關係。:第2章第25頁
海森堡繪景與薛丁格繪景、狄拉克繪景不同。在薛丁格繪景裏，描述量子系統的態向量隨著時間流易而演化，而像位置、動量一類的對應於可觀察量的算符則不會隨著時間流易而演化。在狄拉克繪景裏，態向量與對應於可觀察量的算符都會隨著時間流易而演化。
這三種繪景殊途同歸，所獲得的結果完全一致。這是必然的，因為它們都是在表達同樣的物理現象。:80-84

## 概述
為了便利分析，位於下標的符號{\displaystyle {}_{\mathcal {H}}}、{\displaystyle {}_{\mathcal {S}}}分別標記海森堡繪景、薛丁格繪景。
在量子力學的海森堡繪景裏，態向量{\displaystyle |\psi \rangle _{\mathcal {H}}}不含時，而可觀察量的算符{\displaystyle A_{\mathcal {H}}}則含時，並且滿足「海森堡運動方程式」：:80-84
{\displaystyle {\frac {\partial }{\partial {t}}}A_{\mathcal {H}}={1 \over i\hbar }[A_{\mathcal {H}},\,H]}；
其中，{\displaystyle \hbar }是約化普朗克常數，{\displaystyle H}是哈密頓量，{\displaystyle [A_{\mathcal {H}},\,H]}是{\displaystyle A_{\mathcal {H}}}與{\displaystyle H}的對易算符。
從某種角度來看，海森堡繪景比薛丁格繪景顯得更為自然，更具有基礎性，因為，經典力學分析物體運動所使用的物理量是可觀察量，例如，位置、動量等等，而海森堡繪景專注的就是這些可觀察量隨著時間流易的演化。進一步來看，海森堡繪景表述的量子力學與經典力學的相似可以很容易的觀察到：只要將對易算符改為帕松括號，海森堡方程式立刻就變成了哈密頓力學裏的運動方程式，其形式表示為:396-397
{\displaystyle {\frac {\partial }{\partial {t}}}A=[A,\,H]_{Poisson}}；
其中，{\displaystyle [\ ,\,\ ]_{Poisson}}是帕松括號。
通過狄拉克量子化條件，可以從哈密頓力學的運動方程式得到海森堡運動方程式：
{\displaystyle [\ ,\,\ ]_{Poisson}\ \to \ {\frac {[\ ,\,\ ]}{i\hbar }}}。
史東-馮諾伊曼理論證明海森堡繪景與薛丁格繪景是等價的。

## 理論導引
在薛丁格繪景裏，負責時間演化的算符是一種么正算符，稱為時間演化算符。假設時間從{\displaystyle 0}流易到{\displaystyle t}，而經過這段時間間隔，態向量{\displaystyle |\psi (0)\rangle _{\mathcal {S}}}演化為{\displaystyle |\psi (t)\rangle _{\mathcal {S}}}，這時間演化過程以方程式表示為
{\displaystyle |\psi (t)\rangle _{\mathcal {S}}=U(t,0)|\psi (0)\rangle _{\mathcal {S}}}；
其中，{\displaystyle U(t,0)}是時間從{\displaystyle 0}流易到{\displaystyle t}的時間演化算符。
時間演化算符是么正算符：
{\displaystyle U(t,0)U^{\dagger }(t,0)=1=U^{\dagger }(t,0)U(t,0)}。
假設系統的哈密頓量{\displaystyle H}不含時，則時間演化算符為:69-71
{\displaystyle U(t,0)=e^{-iHt/\hbar }}，
而且，時間演化算符與哈密頓量相互對易：
{\displaystyle HU(t,0)=U(t,0)H}。
注意到指數函數{\displaystyle e^{-iHt/\hbar }}必須通過其泰勒級數計算。
在海森堡繪景裏，態向量{\displaystyle |\psi (t)\rangle _{\mathcal {H}}}、算符{\displaystyle A_{\mathcal {H}}(t)}分別定義為
{\displaystyle |\psi (t)\rangle _{\mathcal {H}}{\stackrel {def}{=}}|\psi (0)\rangle _{\mathcal {H}}=|\psi (0)\rangle _{\mathcal {S}}}、
{\displaystyle A_{\mathcal {H}}(t){\stackrel {def}{=}}U^{\dagger }(t,0)A_{\mathcal {S}}U(t,0)}。
由於{\displaystyle U(t,0)}、{\displaystyle U^{\dagger }(t,0)}對於時間的偏導數分別為
{\displaystyle {\frac {\partial U(t,0)}{\partial t}}={1 \over i\hbar }HU(t,0)}、
{\displaystyle {\frac {\partial U^{\dagger }(t,0)}{\partial t}}=-{1 \over i\hbar }U^{\dagger }(t,0)H}。
所以，算符{\displaystyle A_{\mathcal {H}}(t)}對於時間的導數是
{\displaystyle {\begin{aligned}{d \over dt}A_{\mathcal {H}}(t)&={\frac {\partial U^{\dagger }(t,0)}{\partial t}}A_{\mathcal {S}}U(t,0)+U^{\dagger }(t,0)A_{\mathcal {S}}{\frac {\partial U(t,0)}{\partial t}}\\&=-{1 \over i\hbar }U^{\dagger }HA_{\mathcal {S}}U+{1 \over i\hbar }U^{\dagger }A_{\mathcal {S}}HU\\&=-{1 \over i\hbar }U^{\dagger }HUU^{\dagger }A_{\mathcal {S}}U+{1 \over i\hbar }U^{\dagger }A_{\mathcal {S}}UU^{\dagger }HU\\&={1 \over i\hbar }[U^{\dagger }A_{\mathcal {S}}U,U^{\dagger }HU]\\\end{aligned}}}。
由於不含時哈密頓量在海森堡繪景的形式與在薛丁格繪景相同，可以忽略下標：
{\displaystyle H_{\mathcal {H}}=U^{\dagger }H_{\mathcal {S}}U=H_{\mathcal {S}}=H}。
將算符的定義式納入考量，就可以得到海森堡運動方程式：
{\displaystyle {d \over dt}A_{\mathcal {H}}(t)={1 \over i\hbar }[A_{\mathcal {H}}(t),H]}。

## 期望值
在薛丁格繪景裏，可觀察量{\displaystyle A}的期望值為:81
{\displaystyle \langle A\rangle _{\mathcal {S}}={}_{\mathcal {S}}\langle \psi (t)|A_{\mathcal {S}}|\psi (t)\rangle _{\mathcal {S}}={}_{\mathcal {S}}\langle \psi (0)|U^{\dagger }(t,0)A_{\mathcal {S}}U(t,0)|\psi (0)\rangle _{\mathcal {S}}}。
在海森堡繪景裏，可觀察量{\displaystyle A}的期望值為
{\displaystyle \langle A\rangle _{\mathcal {H}}={}_{\mathcal {H}}\langle \psi (t)|A_{\mathcal {H}}(t)|\psi (t)\rangle _{\mathcal {H}}={}_{\mathcal {H}}\langle \psi (0)|A_{\mathcal {H}}(t)|\psi (0)\rangle _{\mathcal {H}}}。
注意到態向量{\displaystyle |\psi (t)\rangle _{\mathcal {H}}}、算符{\displaystyle A_{\mathcal {H}}(t)}的定義式：
{\displaystyle |\psi (t)\rangle _{\mathcal {H}}{\stackrel {def}{=}}|\psi (0)\rangle _{\mathcal {H}}=|\psi (0)\rangle _{\mathcal {S}}}、
{\displaystyle A_{\mathcal {H}}(t){\stackrel {def}{=}}U^{\dagger }(t,0)A_{\mathcal {S}}U(t,0)}。
所以，這兩種期望值的表述方式等價。

## 貝克-豪斯多夫引理
算符{\displaystyle A_{\mathcal {H}}(t)}的定義式涉及到指數函數{\displaystyle e^{-iHt/\hbar }}，必須通過其泰勒級數計算，這是個很繁雜的過程，可以利用貝克-豪斯多夫引理來計算:95
{\displaystyle {e^{B}Ae^{-B}}=A+[B,A]+{\frac {1}{2!}}[B,[B,A]]+{\frac {1}{3!}}[B,[B,[B,A]]]+\cdots }。
對於算符{\displaystyle A_{\mathcal {H}}(t)}，可以得到
{\displaystyle A_{\mathcal {H}}(t)=A_{\mathcal {H}}(0)+{\frac {it}{\hbar }}[H,A_{\mathcal {H}}(0)]-{\frac {t^{2}}{2!\hbar ^{2}}}[H,[H,A_{\mathcal {H}}(0)]]-{\frac {it^{3}}{3!\hbar ^{3}}}[H,[H,[H,A_{\mathcal {H}}(0)]]]+\cdots }。
由於帕松括號與對易算符的關係，在哈密頓力學裏，這方程式也成立。

## 自由粒子範例
本節運算只涉及海森堡繪景，為了簡便起見，忽略下標{\displaystyle {\mathcal {H}}}。設想自由粒子系統，其哈密頓量為:85-86
{\displaystyle H={\frac {p^{2}}{2m}}}。
動量{\displaystyle p}的海森堡運動方程式為
{\displaystyle {d \over dt}p(t)={1 \over i\hbar }[p,H]=0}。
這是因為{\displaystyle p}與{\displaystyle H}對易。所以，動量{\displaystyle p}是個常數：
{\displaystyle p(t)=p(0)}。
位置{\displaystyle x}的海森堡運動方程式為
{\displaystyle {d \over dt}x(t)={1 \over i\hbar }[x,H]={\frac {p}{m}}}。
所以，位置與時間的關係式為
{\displaystyle x(t)=x(0)+{\frac {p(0)}{m}}t}。
換另一種方法，算符隨著時間流易而演化的方程式為
{\displaystyle x(t)=e^{iHt/\hbar }x(0)e^{-iHt/\hbar }}。
利用貝克-豪斯多夫引理，
{\displaystyle x(t)=x(0)+{\frac {it}{\hbar }}[H,x(0)]-{\frac {t^{2}}{2!\hbar ^{2}}}[H,[H,x(0)]]-{\frac {it^{3}}{3!\hbar ^{3}}}[H,[H,[H,x(0)]]]+\cdots }。
注意到以下兩個對易關係式：
{\displaystyle [H,x(0)]={\frac {-i\hbar p(0)}{m}}}、
{\displaystyle [H,p(0)]=0}。
將這兩個對易關係式代入，可以得到同樣的位置與時間的關係式：
{\displaystyle x(t)=x(0)+{\frac {p(0)}{m}}t}。
注意到位置在不同時間的對易子不等於零：
{\displaystyle [x(t),x(0)]=\left[{\frac {p(0)t}{m}},x(0)\right]={\frac {-i\hbar t}{m}}}。

## 諧振子範例
本節運算只涉及海森堡繪景，為了簡便起見，忽略下標{\displaystyle {\mathcal {H}}}。設想諧振子系統，其哈密頓量為:89, 94-97
{\displaystyle H={\frac {p^{2}}{2m}}+{\frac {m\omega ^{2}x^{2}}{2}}}；
其中，{\displaystyle \omega }為諧振子頻率。
動量算符{\displaystyle p}、位置算符{\displaystyle x}的海森堡運動方程式分別為
{\displaystyle {d \over dt}p(t)={1 \over i\hbar }[p(t),H]=-m\omega ^{2}x(t)}、
{\displaystyle {d \over dt}x(t)={1 \over i\hbar }[x(t),H]={\frac {p(t)}{m}}}。
再求這兩個方程式對於時間的導數，
{\displaystyle {d^{2} \over dt^{2}}p(t)={-m\omega ^{2} \over i\hbar }[x(t),H]=-\omega ^{2}p(t)}、
{\displaystyle {d^{2} \over dt^{2}}x(t)={1 \over im\hbar }[p(t),H]=-\omega ^{2}x(t)}。
設定動量算符、位置算符的初始條件分別為
{\displaystyle p(0)=p_{0}}、
{\displaystyle x(0)=x_{0}}。
則在初始時間，
{\displaystyle {\dot {p}}(0)=-m\omega ^{2}x_{0}}、
{\displaystyle {\dot {x}}(0)={\frac {p_{0}}{m}}}。
所以，二次微分方程式的解答分別是
{\displaystyle p(t)=p_{0}\cos(\omega t)-m\omega \!x_{0}\sin(\omega t)}、
{\displaystyle x(t)=x_{0}\cos(\omega t)+{\frac {p_{0}}{m\omega }}\sin(\omega t)}。
稍加運算，可以得到海森堡繪景裏的對易關係：
{\displaystyle [p(t_{1}),p(t_{2})]=i\hbar m\omega \sin(\omega t_{2}-\omega t_{1})}、
{\displaystyle [x(t_{1}),x(t_{2})]={\frac {i\hbar }{m\omega }}\sin(\omega t_{2}-\omega t_{1})}、
{\displaystyle [x(t_{1}),p(t_{2})]=i\hbar \cos(\omega t_{2}-\omega t_{1})}。
假若{\displaystyle t_{1}=t_{2}}，則立刻會得到熟悉的正則對易關係。
換另一種方法，算符隨著時間流易而演化的方程式為
{\displaystyle x(t)=e^{iHt/\hbar }x(0)e^{-iHt/\hbar }}。
利用貝克-豪斯多夫引理，
{\displaystyle x(t)=x(0)+{\frac {it}{\hbar }}[H,x(0)]-{\frac {t^{2}}{2!\hbar ^{2}}}[H,[H,x(0)]]-{\frac {it^{3}}{3!\hbar ^{3}}}[H,[H,[H,x(0)]]]+\cdots }。
注意到以下兩個對易關係式：
{\displaystyle [H,x(0)]={\frac {-i\hbar p(0)}{m}}}、
{\displaystyle [H,p(0)]=i\hbar m\omega ^{2}x(0)}。
將這兩個對易關係式代入，可以得到同樣的位置與時間的關係式：
{\displaystyle {\begin{aligned}x(t)&=x(0)+{\frac {p(0)}{m\omega }}\omega t-x(0){\frac {\omega ^{2}t^{2}}{2!}}-{\frac {p(0)}{m\omega }}{\frac {\omega ^{3}t^{3}}{3!}}+\cdots \\&=x(0)\cos(\omega t)+{\frac {p(0)}{m\omega }}\sin(\omega t)\\\end{aligned}}}。
類似地,也可以得到同樣的動量與時間的關係式。

## 各種繪景比較摘要
各種繪景隨著時間流易會呈現出不同的演化：:86-89, 337-339
| 演化     | 海森堡繪景                                                                        | 交互作用繪景                                                                                          | 薛丁格繪景                                                                                         |
| 右矢     | 常定                                                                              | {\displaystyle \|\psi (t)\rangle _{\mathcal {I}}=e^{iH_{0}t/\hbar }\|\psi (t)\rangle _{\mathcal {S}}} | {\displaystyle \|\psi (t)\rangle _{\mathcal {S}}=e^{-iHt/\hbar }\|\psi (0)\rangle _{\mathcal {S}}} |
| 可觀察量 | {\displaystyle A_{\mathcal {H}}(t)=e^{iHt/\hbar }A_{\mathcal {S}}e^{-iHt/\hbar }} | {\displaystyle A_{\mathcal {I}}(t)=e^{iH_{0}t/\hbar }A_{\mathcal {S}}e^{-iH_{0}t/\hbar }}             | 常定                                                                                               |
| 密度算符 | 常定                                                                              | {\displaystyle \rho _{\mathcal {I}}(t)=e^{iH_{0}t/\hbar }\rho _{S}(t)e^{-iH_{0}/\hbar }}              | {\displaystyle \rho _{\mathcal {S}}(t)=e^{-iHt/\hbar }\rho _{\mathcal {S}}(0)e^{iHt/\hbar }}       |

## 延伸阅读
- Cohen-Tannoudji, Claude; Bernard Diu, Frank Laloe. . Paris: Wiley. 1977: 312–314. ISBN 047116433X.

## 參閱
- 狄拉克標記